# KiddieCorder

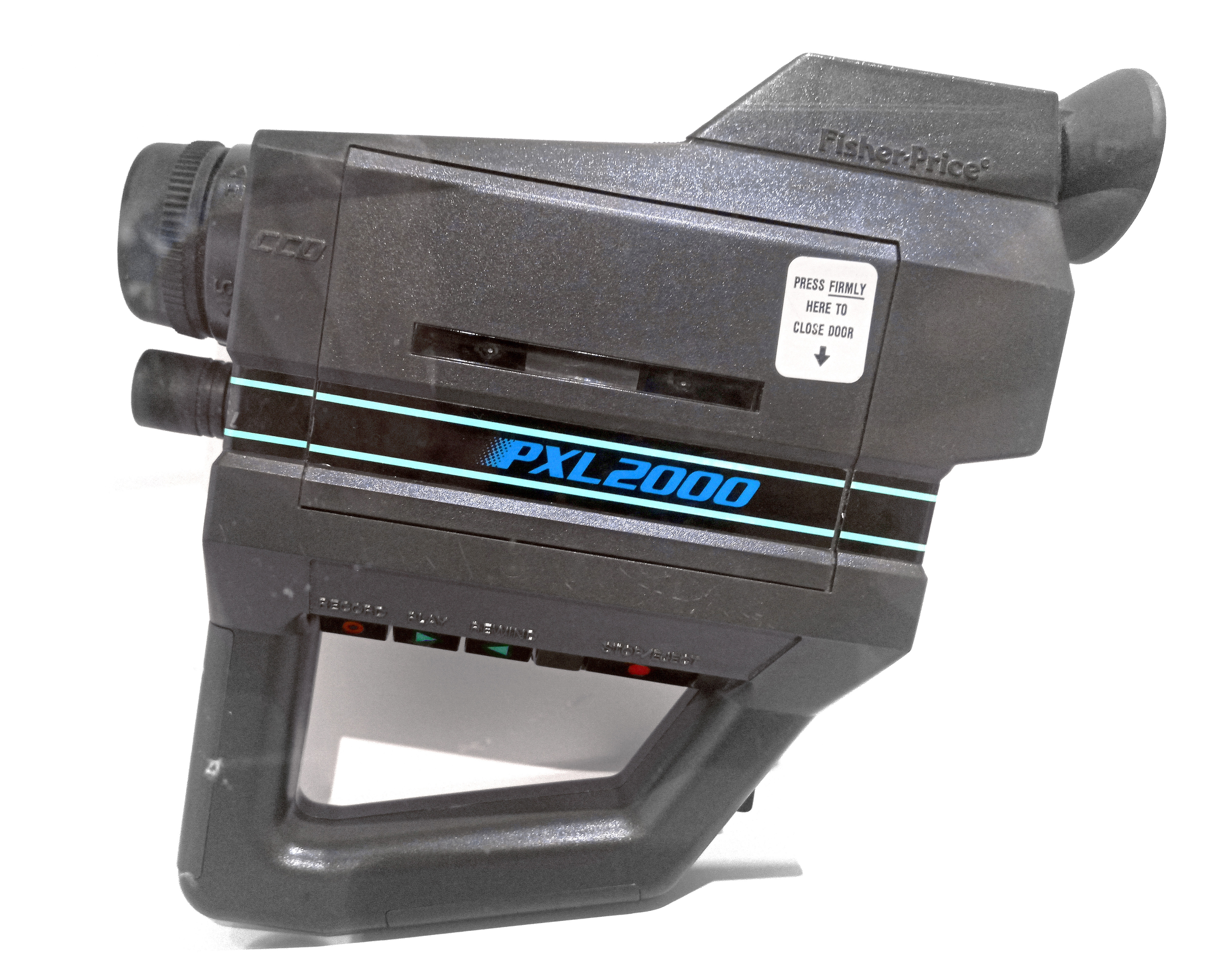
Fisher-Price PXL2000

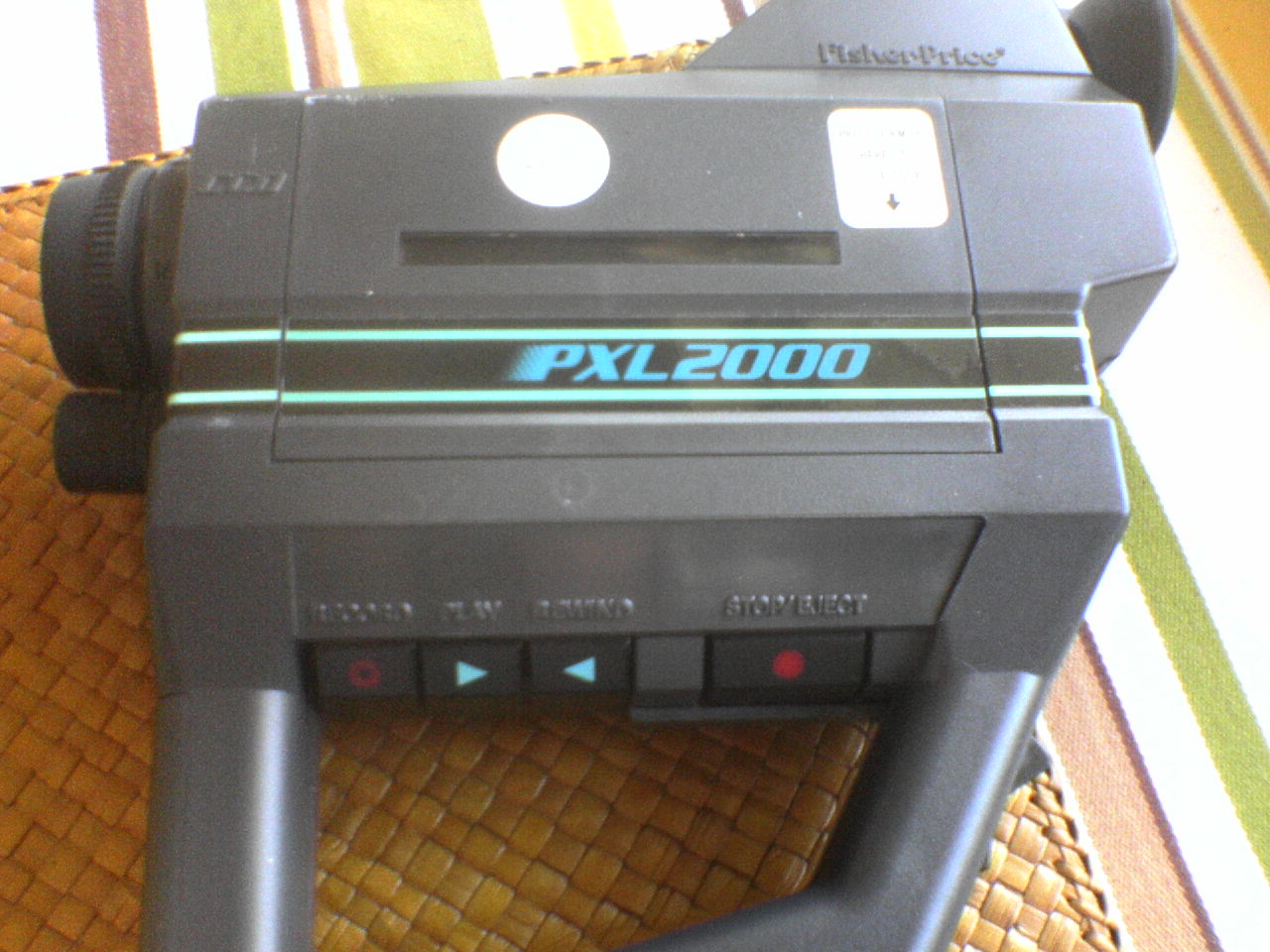
Fisher-Price PXL2000

KiddieCorder (Fisher-Price PXL-2000, Fisher-Price PixelVision, Sanwa Sanpix1000, Coca-Cola Georgia) – zabawkowa kamera produkowana w 1987, używająca kaset magnetofonowych jako nośnika danych.

## Parametry
- obraz: monochromatyczny, 15 klatek/s[2], 100 linii[1]
- czas nagrania ok. 10-11 minut filmu z dźwiękiem (na taśmie w kasecie C90)[2]
- prędkość przesuwu taśmy: ok. 429 mm/s[2]
- zapis obrazu na taśmie: wzdłużny[a][2]